# 安積町吉田
安積町吉田（あさかまち よした）は、福島県郡山市に所在する町丁である。郵便番号は963-0109。

## 地理
郡山市南部の行政区である安積町に属する。北で安積町成田、東で安積町笹川、南で安積町大森町、西で安積町牛庭とそれぞれ隣接する。全域が郡山南端部の平地に位置し、水田が広がり住宅が点在する。現在設定されている区域は二丁目のみである。東に隣接する新興住宅地である安積町笹川字吉田が地理院地図では安積町吉田一丁目と表記されていたり、郡山市の学区案内でも表記されているが、現状は地番変更などは未だ行われていない。笹川二丁目に所在する郡山警察署笹川交番、および安積二丁目に所在する郡山消防署安積分署がそれぞれ管轄にあたる。

### 河川・湖沼等
- 吉田堰

## 世帯数と人口
2024年1月1日現在の世帯数と人口は以下の通りである。
| 町丁       | 世帯数 | 人口 |
| ---------- | ------ | ---- |
| 安積町吉田 | 20世帯 | 47人 |

## 小・中学校の学区
市立小・中学校に通う場合、学区は以下の通りとなる。
| 番地 | 小学校                 | 中学校                 |
| ---- | ---------------------- | ---------------------- |
| 全域 | 郡山市立安積第三小学校 | 郡山市立安積第二中学校 |

## 交通

### 道路
- 福島県道143号仁井田郡山線
- 一級市道21号笹川川田線